# Bilma
Bilma är en stad i en oas i Kavuargruppen i mellersta Sahara, Niger, längs den gamla karavanvägen mellan Murzuk och Tchad.
Den är belägen 330 meter över havet. Näringarna har främst varit dadelodling och saltutvinning.